# アニマ・ムンディ (バンド)
アニマ・ムンディ (Anima Mundi) は、1996年にキューバで結成されたプログレッシブ・ロック・バンド。バンド名は「宇宙霊魂」を意味するラテン語に由来する。

## ディスコグラフィ

### スタジオ・アルバム
- Septentrión (2002年)
- Jagannath Orbit (2008年)
- The Way (2010年)
- The Lamplighter (2013年)
- I me myself (2016年)
- 『インソムニア』 - Insomnia (2018年)

### ライブ・アルバム
- Live in Europe (2012年)
- Once Upon A Live (2018年)